# Saint-Nicolas (Aostatal)
Saint-Nicolas ist eine italienische Gemeinde in der autonomen Region Aostatal. Die Gemeinde zählt 334 Einwohner (Stand 31. Dezember 2023), liegt auf der orografisch linken Seite der Dora Baltea auf einer mittleren Höhe von 1200 m s.l.m. und verfügt über eine Größe von 15 km².
Die Nachbargemeinden heißen Arvier, Avise, Saint-Pierre und Villeneuve.
Die Streugemeinde verteilt sich auf einem weitläufigen Plateau, das in steilen Stufen zum Tal der Dora Baltea abfällt.
Die Pfarrkirche wurde bereits in päpstlichen Urkunden des Jahres 1176 erwähnt.
Während der Zeit des Faschismus trug das Dorf den italianisierten Namen San Nicola d'Aosta.